# SnoTel
SnoTel (télémétrie de la neige) est un système automatisé de capteurs de l'épaisseur du manteau neigeux et des données climatiques associées exploité par le Natural Resources Conservation Service (NRCS) du ministère de l'Agriculture des États-Unis dans l'Ouest des États-Unis.

## Description
Il existe plus de 800 sites SnoTel dans 11 États, dont l'Alaska. Ces sites sont généralement situés sur des bassins versants isolés de haute montagne où l'accès est souvent difficile ou restreint. L'accès pour la maintenance par le NRCS comprend divers modes de transport, dont la randonnée, le ski et l'hélicoptère.
Tous les sites SnoTel mesurent la teneur en eau de la neige, les précipitations accumulées et la température de l'air. Certains sites mesurent également l'épaisseur de la neige, l'humidité et la température du sol, la vitesse du vent, l'insolation, l'humidité et la pression atmosphérique. Ces données sont utilisées pour prévoir les apports annuels en eau, prédire les inondations et pour la recherche climatique générale.

## Histoire
L'installation du SnoTel a débuté au milieu des années 1960. Son utilisation pour les prévisions météorologiques n'était pas initialement prévue, mais il est devenu la norme pour les données climatiques dans les régions de l'ouest des États-Unis à une altitude suffisante pour bénéficier d'un enneigement saisonnier.
Les mises à jour continues des algorithmes corrigent et complètent les données manquantes, tandis que les améliorations des communications améliorent la qualité globale de la collecte de données.

## Communications

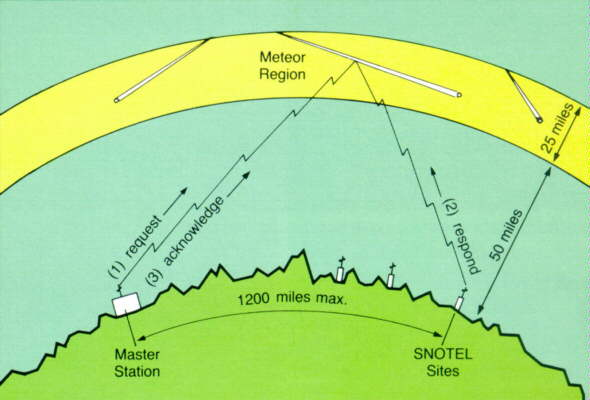
Les sites SnoTel utilisent la technologie de communication de liaison par météores

SnoTel utilise une technologie de communication de liaisons météoritiques pour collecter et communiquer des données en temps quasi réel. Les signaux radio VHF sont réfléchis à un angle prononcé par la bande omniprésente des météores ionisés, présente à une distance d'environ 80 à 120 kilomètres au-dessus de la Terre. Les satellites ne sont pas impliqués alors que le NRCS exploite et contrôle l'ensemble du système,.
Les sites sont conçus pour fonctionner sans surveillance ni maintenance pendant un an. Ils sont alimentés par batterie et rechargés par panneaux solaires. L'état de chaque site est surveillé quotidiennement et des rapports sur huit fonctions opérationnelles sont transmis. Tout problème grave ou toute dégradation des performances déclenche une intervention des techniciens en électronique du NRCS présents dans six bureaux de collecte de données.
Les sites sont interrogés par deux stations principales exploitées par le NRCS à Boise (Idaho) et à Ogden (Utah). Un ordinateur central, situé au Centre national de l'eau et du climat (NWCC) du NRCS à Portland (Oregon), contrôle le fonctionnement du système et reçoit les données collectées par le réseau SNOTEL.

## Capacités du système

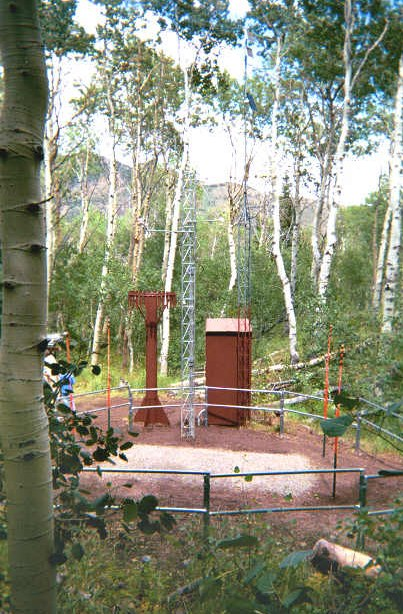
Site SnoTel au Nevada dont le grand panneau au premier plan représente un coussin à neige.

Les sites SnoTel de base sont équipés d'un coussin à neige, d'un pluviomètre à stockage et d'un thermomètre électronique. Ils peuvent toutefois accueillir jusqu'à 64 capteurs analogiques et numériques transmettant différents paramètres climatiques en parallèles ou en série. Des microprocesseurs au site assurent des fonctions telles que le calcul des températures maximales, minimales et moyennes quotidiennes.
En général, les données des capteurs sont enregistrées toutes les 15 minutes et consignées dans un rapport quotidien de tous les sites. Des relevés spéciaux sont effectués plus fréquemment pour répondre à des besoins spécifiques.
La nouvelle génération de sites, de stations principales et d'ordinateurs centraux permet l'interrogation horaire des sites distants. Le système permet de modifier la configuration d'un site distant en transmettant les commandes appropriées indiquant au site distant les capteurs à activer ou les paramètres à envoyer.
Différents calculs peuvent être effectués sur n'importe quel capteur. Par exemple, l'utilisateur peut sélectionner le maximum, le minimum, la moyenne, l'écart type, etc..
Chaque capteur est accessible indépendamment à un intervalle spécifique. Par exemple, la vitesse du vent peut être mesurée toutes les minutes pendant la journée pour obtenir une moyenne, tandis que le coussin de neige peut être consulté toutes les 15 minutes pour obtenir le total cumulé.
Les performances du système ont augmenté au fil des ans, principalement grâce à une meilleure compréhension des caractéristiques de communication et à l'amélioration des équipements. Si un taux de réponse de 95 % à un sondage à l'échelle du système est la norme, un taux supérieur à 99 % est courant.

## Stockage, gestion et accessibilité des données
Toutes les données sont reçues par l'ordinateur central du SnoTel, lui-même relié au Système centralisé de prévisions (SCP) du NWCC, où elles sont accessibles. Une fois enregistrées dans le SCP, les données sont conservées dans une base de données relationnelle, où divers programmes d'analyse et de graphiques sont disponibles. Les données et analyses actuelles et historiques sont accessibles par connexion au SCP.